# Almafuerte (Band)
Almafuerte war eine argentinische Heavy-Metal-Band, die 1995 nach der Auflösung der Band Hermética ein Jahr zuvor vom Sänger und Bassisten Ricardo Iorio in Buenos Aires gegründet wurde.

## Geschichte

### Die Anfänge (1984–1986)
Anfangs spielte Iorio in der Band V8, die 1984 in Buenos Aires gegründet wurde. Die Band trennte sich nach Unstimmigkeiten 1986. Osvaldo Civile gründete die Band Horcas, Iorio die Band Hermética, Adrian Cenci die Band Logos und Walter Giardino die Band Rata Blanca.

### Hermética (1987–1994)
Nachdem sich V8 trennte, gründete Iorio zusammen mit Antonio Romano (Gitarre), Fabián Spataro (Schlagzeug) und Claudio O’Connor (Gesang) die Band Hermética.

### Almafuerte (seit 1994)
Nachdem sich im Jahr 1994 die Band Hermética aufgelöst hatte, gründete Ricardo Iorio (Gesang, Bass) zusammen mit Claudio „El Tano“ Marcielo (Gitarre) und Claudio Cardacci (Schlagzeug) die Band Almafuerte ein Jahr später.
Noch im selben Jahr veröffentlichte die Band ihr erstes Album, genannt Mundo Guanaco, das Lieder von Hermética und V8 beinhaltet, sowie ein paar neue, von Iorio geschriebene Lieder. V8 war die Band vor der Gründung von Hermética. Del Etorno hieß das zweite Album der Band. Nach der Veröffentlichung wurde Cardacci durch Rodolfo Marquéz ersetzt. Nur ein Jahr später wurde Marquéz durch Walter Martínez ersetzt, mit dem das dritte Album En Vida, welches zugleich das erste Live-Album der Band ist veröffentlicht.
1998 veröffentlichte die Band mit Almafuerte und Profeta en su Tierra zwei weitere Alben. 1999 folgte mit A Fondo Blanco das fünfte Studioalbum der Band. 2001 wurde Martínez durch Bin Valencia ersetzt. 2001 folgte mit En Vivo, Obras das zweite Live-Album. 2003 veröffentlichte die Band mit Ultimado ein weiteres Album. 2006 erschien mit Toro y Pampa ein weiteres Album. Das letzte Studioalbum Trillando la Fina veröffentlichte die Band im Jahr 2012. Vier Jahre darauf löste sich die Band auf.

## Besonderes
- Iorios Ehefrau beging während einer Konzerttour der Band im Jahr 2001 Suizid.
- 2001 wurde mit Homénaje eine Kompilation zu Ehren des verstorbenen V8-Mitglieds Osvaldo Civile aufgenommen.
- Claudio Marciel veröffentlichte 2003 sein erstes Solo-Album mit dem Titel Puesto En Marcha.

## Diskografie

### Studioalben
- 1995: Mundo guanaco
- 1996: Del entorno
- 1998: Almafuerte
- 1998: Profeta en su tierra
- 1999: A fondo blanco
- 2001: Piedra libre
- 2003: Ultimando
- 2005: 10 Años
- 2006: Toro y Pampa
- 2012: Trillando la fina

### Live-Alben
- 1997: En vida
- 2001: En vida, Obras 2001